# Vancouver
 For alternative betydninger, se Vancouver (flertydig). (Se også artikler, som begynder med Vancouver)
Vancouver er en by i provinsen Britisk Columbia i Canada. En folkeoptælling i Canada i 2011 gjorde den til Canadas 8. største by. Greater Vancouver-området med omkring 2,4 millioner indbyggere er det tredjestørste byområde i Canada, efter Toronto og Montréal. Vancouver er en af de storbyer i Canada med størst sproglig og etnisk diversitet; 52 % af indbyggerne har et andet modersmål end engelsk. Vancouver ligger på 114 km2 land, hvilket giver den en befolkningstæthed på omkring 5249 indbyggere pr. km2. Dette gør byen til den 4. mest kompakte by i Nordamerika med mere end 250.000 indbyggere (efter New York City, San Francisco og Mexico City).
Vancouver har Canadas største havn (Port Metro Vancouver). Skovbrug er stadig Vancouvers største industri, men byens beliggenhed mellem bjergene er med til at gøre turisme til byens næststørste industri. De mange filmstudier i Greater Vancouver har gjort byen til en af Nordamerikas største byer for produktion af film.
Vancouver bliver ofte nævnt som en af verdens fem bedste byer inden for livskvalitet. Byen har holdt mange internationale konferencer og større begivenheder, inklusiv Expo 86, Vinter-OL 2010 og VM i fodbold for kvinder 2015. I 2014 blev det desuden, efter 30 år i Californien, besluttet at den årlige TED konference skulle holdes i Vancouver i fremtiden.

## Historie

### Indfødte
Arkæologiske undersøgelser viser, at der har boet mennesker i området omkring Vancouver for 8000 - 10.000 år siden. Byen ligger på det, der traditionelt var del af Squamish-folket, Musqueam-folket og Tseil-Waututh-folkets territorie. De havde landsbyer i flere dele af nutidens Vancouver, såsom Stanley Park, Kitsilano, False Creek, Point Grey og ved udmundingen af Fraserfloden.

### Kontakt med europæerne
Den første europæer, der udforskede området omkring Point Grey, var José María Narváez fra Spanien i 1791. Nogle mener dog, at briten Francis Drake besøgte området allerede i 1579. Byen er opkaldt efter George Vancouver, der som den første udforskede området ved Burrard Inlet grundigt og gav de forskellige områder engelske navne.
Den skotske opdagelsesrejsende Simon Fraser er formentligt den første europæer, der betrådte det område, der i dag er Downtown Vancouver i 1808.

### Gastown
Den første bymæssige bebyggelse var en kro, der blev lavet af Jack Deighton i 1867, tæt på et større savværk. Efterhånden som bosættelsen blev større, besluttede kolonimagten i 1870 at omdøbe den til Granville. Byen havde en god strategisk placering, med en naturlig havn ud til Georgia Strait og dermed Stillehavet, og byen blev valgt som det vestlige endestation for den transcanadiske jernbane i 1884.

### Slutningen af det 19. århundrede
Byen blev indviet 6. april 1886, og givet navnet Vancouver til ære for den engelske opdagelsesrejsende George Vancouver. Byen havde en voldsom vækst, og gik fra 1000 indbyggere i 1881 til 20.000 ved århundredeskiftet og 100.000 indbyggere i 1911.
Den tidlige bys vækst kom fra store firmaer, såsom Hudson's Bay Company og Canadian Pacific Railway. Det var ligeledes CPR, der ejede størstedelen af byen og stod for opførslen af nye huse. I slutningen af det 19. århundrede var det naturlige ressourcer, der var basis for byens økonomi, især skovbrug.

### 20. århundrede
I starten af det 20. århundrede opblomstrede flere sociale bevægelser i Vancouver. Mary Ellen Smith, en forkæmper for kvinders rettigheder og alkoholforbud, var den første kvinde der blev valgt til et embede i Canada i 1918. Et forbud mod alkohol blev startet i 1914 og varede indtil 1921, da staten overtog kontrollen med salg af alkohol, en praksis der stadig er gældende i dag. Vancouver var også årsagen til Canadas første lov mod euforiserende stoffer, da der var optøjer i starten af 1920'erne gennem Chinatown og Japantown. Flere af optøjerne blev startet af the Asiatic Exclusion League, og under den efterfølgende opklaring af hvad der var sket, opdagede undersøgelsen at opium var en stor del af årsagen. Efterfølgende blev en føderal lov vedtaget, der forbød fremstilling, salg og import af ikke-medicinsk opium.

## Geografi
Vancouver ligger på Burrard-halvøen, afgrænset af Fraserfloden mod syd, Georgia-strædet mod vest og Burrard-strædet mod nord. Byen er 114 km2, som både er bakket og fladt land. Byen ligger i Pacific Time Zone (UTC -8) og Pacific Maritime Ecozone. Indtil 1885 refererede Vancouver til Vancouver Island, og de to steder er stadig en kilde til misforståelser, da Vancouver ikke ligger på Vancouver Island. Begge er opkaldt efter kaptajn George Vancouver.
Vancouver har en af de største byparker i Nordamerika, Stanley Park, som dækker 404,9 hektar. North Shore Mountains, der ligger få kilometer mod nord, dominere bybilledet. På klare dage er det muligt at skimte den snedækkede vulkan Mount Baker i Washington mod sydøst, Vancouver Island mod vest og Bowen Island mod nordvest.

### Økologi
Vegetationen i Vancouver var oprindeligt en tempereret regnskov, som bestod af nåletræer med enkelte områder med ahorn og andre løvfældende træer, og store sumpede områder. Nåletræerne var en typisk British Columbia-miks af Douglasgran, Kæmpe-Thuja og Vestamerikansk Hemlock. De største træer i Vancouvers oprindelige skov lå i det område, hvor Gastown voksede op og på den sydlige bredde af False Creek. Den oprindelige skov i Stanley Park blev fældet i 1860'erne til 1880'erne, og det er stadig muligt at finde beviser på den gammeldags saveteknik.

Mange af de træer, der i dag gror i Vancouver, er importerede fra forskellige egne af verden, heriblandt abetræer og Japansk Løn, og mange blomster, såsom mangnolier, azalea og rhododendron. Mange af træerne, som stammer fra barskere klimaer i det østlige Canada og Europa, gror i nutiden til enorme højder. Langs mange af byens gader står der i dag kirsebærtræer, som blev doneret af den japanske regering fra 1930'erne og frem. Når træerne springer ud i starten af foråret bliver det fejret med Vancouver Cherry Blossom Festival.

### Klima
Vancouver er en af Canadas varmeste byer om vinteren, grundet nærheden til det (relativt) varme vand, som også giver byen Cfb (kystklima) ifølge Köppens klimaklassifikation. Vandet gør også, at Vancouver er den koldeste større canadiske by om sommeren. Sommermånederne er typisk tørre, med i gennemsnit en regnfuld dag ud af fem i juli og august. I kontrast falder der regn næsten halvdelen af alle dage mellem november og marts. Den højeste daglige temperatur ligger gennemsnitligt på 22 grader, og temperaturen kommer sjældent over 30 grader.
Vancouver er også en af de vådeste canadiske byer, men med store lokale forskelle. Ved Vancouver International Airport falder der i gennemsnit 1189 mm regn pr. år, i sammenligning med 1588 mm i downtown og 2044 mm i North Vancouver.

Temperaturrekorden i Vancouver er 35,0 grader, som er blevet målt tre gange i hhv. 1965, 1981 og 1983.

I gennemsnit falder der sne 11 dage om året, med tre dage hvor der falder 6 cm eller mere. Det gennemsnitlige årlige snefald er 38 cm, men sneen ligger oftest ikke længe på jorden.

## Bybillede

### Byplanlægning
Pr. 2011 er Vancouver den tættest beboede by i Canada. Byplanlægningen i Vancouver er i høj grad karakteriseret af højhuse til beboelse, i modsætningen til urban sprawl, som findes i mange andre nordamerikanske storbyer. Byen er flere gange blevet udnævnt som en af verdens bedste byer at leve i, og i 2015 blev den udnævnt som den 3. bedste i verden efter Melbourne og Wien. Ifølge Forbes har Vancouver verdens 6. mest overvurderede ejendomspriser, næsthøjest i Nordamerika efter Los Angeles. Ligeledes er Vancouver blevet udpeget som byen med de højeste leveomkostninger i Canada.
Brugen af Vancouverism, som den specielle byplanlægning kaldes, begyndte i 1950'erne, da byplanlæggere opfordrede til byggeriet af højhuse i West End, dog med strenge krav om højde og udformning bl.a. for at beskytte udsigten fra gadeniveau mod bjergene. Succesen med disse tæt bebyggede men meget beboelige bydele ledte til at byplanlæggerne i midt-1980'erne gentog succesen i de tidligere industrikvarterer North False Creek og Coal Harbour, som blev lavet om til bydele med høje beboelsesejendomme. Resultatet med den kompakte og meget beboervenlige bymidte gjorde Vancouverism til en populær ide for byplanlæggere verden over. Siden årtusindeskiftet har "ecodensity" været et populært begreb blandt byens byplanlæggere, hvor den kompakte bymidte skal gøres så miljøvenlig som mulig.

### Arkitektur
Vancouver Art Gallery ligger i Downtown i en neoklassicistisk tidligere domhus fra 1906. Domhuset er designet af Francis Rattenbury, som også designede British Columbia's parlamentsbygning, Empress Hotel i Victoria og det andet Hotel Vancouver. Efterfølgeren, det tredje Hotel Vancouver, åbnede i 1939 med 556 værelser og et gammeldags kobbertag, og det ligger på den anden side af gaden fra Vancouver Art Gallery. Den gotiske Christ Church, som åbnede i 1894 og blev erklæret en beskyttet bygning i 1974, ligger ved siden af.
Der er flere bygninger i downtown af den moderne arkitekturstil, bl.a. Harbour Centre, the Vancouver Law Courts og den omkringliggende plads kendt som Robson Square og Vancouver Library Square (designet af Moshe Safdie), der minder om Colosseum i Rom, og Woodward's Building. Det originale BC Hydro hovedkvarter, på krydset mellem Nelson og Burrard Street, er en modernistisk skyskraber.
Et prominent medlem af byens kendte bygninger er Canada Place, det tidligere Canada Pavillion fra verdensudstillingen i 1986. Canada Place er i dag bl.a. et konferencecenter, en krydstogtskibsterminal og en del af Pan-Pacific Hotel. To vigtige bygninger i den sydlige del af Downtown er City Hall og Centennial Pavillion of Vancouver General Hospital, begge designet af Townley and Matheson i hhv. 1936 og 1958.
I Downtown er der også en række Edwardianske bygninger, der var de højeste i det Britiske Imperium på den tid. De var, i kronologisk rækkefølge, Carter-Cotton Building, The Dominion Building (1907) og The Sun Tower (1911). Sidstnævnte blev dog overgået af en anden bygning i Vancouver, Marine Building i en art deco-stil, i 1930. Flere film er blevet optaget i sidstnævnte, bl.a. The Fantastic Four.
Den højeste bygning i Vancouver i øjeblikket er Living Shangri-La, et kombineret femstjernet hotel og beboelsesejendom, meden højde på 201 meter. Den næsthøjeste bygning er Hotel Georgia med 156 meter, efterfulgt af One Wall Centre med 150 meter og Shaw Tower med 149 meter.

## Demografi
Den canadiske folketælling i 2011 registrerede mere end 603.000 indbyggere i byen, hvilket gjorde den til Canadas 8. største by. Mere specifikt gjorde folketællingen Vancouver til Vestcanadas fjerdestørste by, efter Calgary, Edmonton og Winnipeg. Storbyområdet, kendt som Greater Vancouver, er det tredjestørste metroområde i Canada målt på antallet af beboere efter Toronto og Montreal, og det største i Vestcanada. Den større økonomiske region, kendt som Lower Mainland-Southwest Economic Region (som også inkluderer Squamish-Lillooet, Fraser Valley og Sunshine Coast Regional District), har en befolkning på 2,93 millioner indbyggere. Med 5249 indbyggere pr. kvadratkilometer er Vancouver den mest tætbefolkede canadiske by med mere end 5000 indbyggere. Omkring 74% af indbyggerne i Greater Vancouver bor ikke i byen.
Vancouver er blevet kaldt "en by af bydele", hver bydel med sin egen etniske fordeling og specielle karakter. Historisk har de største etniske befolkningsgrupper i byen været af engelsk, skotsk eller irsk oprindelse, og elementer fra den britiske kultur er stadig synlig i nogle bydele, specielt i South Granville og Kerrisdale. Tyskere er den næststørste etniske befolkningsgruppe i byen, og befolkningsgruppen havde en stor del af byens udvikling indtil starten på en antitysk stemning fra udbruddet på 1. verdenskrig i 1914. I dag er kineserne den mest synlige etniske gruppe i byen, og en kinesisk indflydelse er meget tydelig nogle steder i byen. Bydele med en tydelig etnisk fordeling er bl.a. Chinatown, Punjabi Market, Little Italy, Greektown og tidligere Japantown (sidstnævnte forsvandt med den antijapanske stemning, der opstod i Nordamerika efter det japanske angreb på Pearl Harbor i 1941).
Siden 1980'erne er immigrationen drastisk taget til, hvilket har øget byens etniske og lingvistiske diversitet; 52 % af indbyggerne taler ikke engelsk som modersmål. Næsten 30 % af byens indbyggere er af kinesisk oprindelse. I 1980'erne var der en stor immigrationsbølge fra Hong Kong inden byens overdragelse til Kina, og kombineret med en stigende indvandring fra Fastlandskina og en tidligere immigrationsbølge fra Taiwan gav byen en af de største kinesiske minoriteter i Nordamerika. Ankomsten af asiatiske immigranter videreførte en tradition for immigration fra hele verden, som har gjort Vancouver til den næstmest populære destination for indvandrere (efter Toronto). Andre større etniske grupper fra Asien er sydasiatere (primært Punjabi), oftest refereret til som Indo-Canadiere (5,7 %), filippinere (5,0 %), japanere (1,7 %) og koreanere (1,5 %), samt større samfund af vietnamesere, indonesere og cambodianere. På trods af stigningen i antallet af immigranter fra Latinamerika til Vancouver i 1980'erne og -90'erne er immigrationen til byen samlet set lav i forhold til tidligere. Den sorte del af befolkning i Vancouver (0,9 %) er lav i sammenligningen med andre canadiske byer. I 1981 tilhørte syv procent af befolkningen en tydelig etnisk minoritetsgruppe. I 2008 var procentdelen steget til 51 %.
Inden immigrationen fra Asien tog til i 1980'erne var den største ikke-britiske etniske gruppe irere og tyskere, efterfulgt af skandinaver, italienere, ukrainere og kinesere. Fra 1950'erne til -80'erne ankom der mange immigranter fra Portugal, og Vancouver havde den tredjestørste portugisiske befolkning i 2001. Østeuropæere, primært jugoslavere, tjekker, polakker, russere, rumænere og ungarere, som immigrerede efter den russiske overtagelse af Østeuropa efter 2. Verdenskrig. Der ankom også et større antal grækere i 1960'erne og -70'erne, som primært bosatte sig i Kitsilano-området. Vancouver har også en stor befolkning af Aboriginals med omkring 11.000 indbyggere.
Vancouver har et stort LGBT-miljø, fokuseret i West End-området langs en bestemt strækning af Davie Street, som for nylig officielt blev anerkendt som Davie Village. Desuden er der hvert år en af landets største Gay Pride-parader i Vancouver.
| Canada 2006 Folketælling         | Canada 2006 Folketælling         | Befolkning | % af samlet befolkning |
| -------------------------------- | -------------------------------- | ---------- | ---------------------- |
| Større minoritetsgrupper Kilde:  | Sydasiatere                      | 35.140     | 5,9%                   |
| Større minoritetsgrupper Kilde:  | Kinesere                         | 182.230    | 30,9%                  |
| Større minoritetsgrupper Kilde:  | Afro-amerikanere                 | 5720       | 1,0%                   |
| Større minoritetsgrupper Kilde:  | Filippinere                      | 35.490     | 6,0%                   |
| Større minoritetsgrupper Kilde:  | Latinamerikanere                 | 9595       | 1,6%                   |
| Større minoritetsgrupper Kilde:  | Arabere                          | 2975       | 0,5%                   |
| Større minoritetsgrupper Kilde:  | Sydøstasiatere                   | 17.870     | 3,0%                   |
| Større minoritetsgrupper Kilde:  | Vestasiatere                     | 6885       | 1,2%                   |
| Større minoritetsgrupper Kilde:  | Koreanere                        | 8780       | 1,5%                   |
| Større minoritetsgrupper Kilde:  | Japanere                         | 10.080     | 1,7%                   |
| Større minoritetsgrupper Kilde:  | Andre større minoriteter         | 1175       | 0,2%                   |
| Større minoritetsgrupper Kilde:  | Blandet/Flere minoriteter        | 8680       | 1,5%                   |
| Samlede større minoritetsgrupper | Samlede større minoritetsgrupper | 305.615    | 55%                    |
| Indfødte Kilde:                  | First Nations                    | 7865       | 1,3%                   |
| Indfødte Kilde:                  | Métis-folket                     | 3595       | 0,6%                   |
| Indfødte Kilde:                  | Inuit                            | 70         | 0,0%                   |
| Samlede indfødte befolkning      | Samlede indfødte befolkning      | 11.945     | 1,9%                   |
| Europæisk-canadiere              | Europæisk-canadiere              | 272.645    | 45,2%                  |
| Samlede befolkning               | Samlede befolkning               | 590.205    | 100%                   |

## Økonomi
Med byens placering ud til Stillehavet og som den vestlige ende af den transcanadiske jernbane og motorvej er Vancouver en af Canadas største industribyer. Port Metro Vancouver, Canadas største containerhavn, håndterer varer for 172 milliarder canadiske dollars om året fra mere end 160 lande. Havnen genererer 9,7 milliarder CAD i til det canadiske BNP om året. Mange mineselskaber og skovbrugsfirmaer har hovedkvarter i Vancouver. I de senere år er Vancouver også blevet et regionalt centrum for softwareudvikling, bioteknologi, luftfart, videospiludvikling, animationsstudier og filmindustrien.
Vancouvers naturskønne beliggenhed har også gjort byen til en større destination for turister. Mange besøger byen for at se byens parker, bl.a. Stanley Park, VanDusen Botanical Garden og Queen Elizabeth Garden, og skovene, bjergene og havet. Hvert år besøger en million turister byen som en del af en krydstogtferie, typisk på skibe på vej mod Alaska.
Vancouver har Canadas mest pressede boligmarked, og ifølge Demographia havde Vancouver i 2015 verdens næstdyreste boligmarked efter Hong Kong. Vancouver har forsøgt diverse strategier for at øge udbuddet af boliger, bl.a. startet andelsboligforeninger, legaliseret brugen af "secondary suites", forøget befolkningstætheden og opfordret til "smart growth" - altså at bygge højhuse for at øge udbuddet af lejligheder. I 2015 blev et gennemsnitligt to-etagers hus solgt for 1.200.000 CAD.
Siden 1990'erne er udviklingen af højhuse med ejerlejligheder til dels blevet finansieret af tilstrømningen af kapital fra især Hong Kong pga. den tidligere kolonis overgang til Kina i 1997. Denne udvikling har især påvirket Coal Harbour, Yaletown og områderne omkring SkyTrain-stationerne øst for Downtown. Byen blev også påvirket af Vinter-OL, som til dels blev afholdt i byen i 2010 (den anden del af Legene blev holdt i skisportsbyen Whistler halvanden times kørsel derfra). Op til Legene var der bekymring for, om problemet med hjemløse ville stige under Legene, fordi mange af byens små hoteller, som til daglig fungerede som midlertidige boliger for hjemløse, ville blive lejet ud. En anden større begivenhed, Verdensudstillingen i 1986 (Expo '86), havde over 20 millioner besøgende og tilføjede 3,7 milliarder dollars til den canadiske økonomi. Nogle af byens vartegn, bl.a. Canada Place og en del af SkyTrain-netværket, blev bygget til Verdensudstillingen.

## Politik
Som den eneste by i British Columbia er Vancouver inkorporeret under Vancouver Charter. Loven, vedtaget i 1953, erstattede Vancouver Incorporation Act of 1921, og gav byen andre og flere beføjelser end andre byer i British Columbia, der hører under provinsens Municipalities Act.
Den civile kommunale regering har været domineret af centrum-højre-partiet Non-Partisan Association (NPA) siden 2. verdenskrig, dog med nogle få sving mod centrum-venstre. NPA brækkede op i 2002 over debatten om politikken mht. euforiserende stoffer, hvilket gav en jordskredssejr til Coalition of Progressive Electors (COPE), og deres politik med skadesreduktion. Umiddelbart efter valget i 2002 åbnede det første lovlige sundhedsrum i Nordamerika. Vancouver bliver styret af Vancouver City Council med elleve medlemmer, en skolekommission med ni medlemmer, og en parkkommission med syv medlemmer, som alle sidder i tre år ad gangen. Usædvanligt for en by af Vancouvers størrelse bliver alle medlemmerne valgt på tværs af hele byen, uden brug af valgkredse. Historisk set har den mere velhavende vestlige del af byen stemt mere konservativt eller liberalt mens den østlige del af byen har stemt venstreorienteret. Dette blev bekræftet af resultaterne af det provinsielle valg i 2005 og det føderale valg i 2006.
Efterhånden er der kommet et politisk konsensus i Vancouver omkring flere emner. Beskyttelse af parkerne, fokus på udviklingen af offentlig transport i modsætningen til motorveje og en politik om euforiserende stoffer med fokus på skadesreduktion er eksempler på de emner, som der er bred opbakning til på tværs af det politiske spektrum i Vancouver.
Ved valget i 2008 blev den siddende borgmester fra NPA ikke valgt som borgmesterkandidat af partiet, som i stedet valgte Peter Ladner som kandidat. Gregor Robertson, et tidligere medlem af det provinsielle parlament for Vancouver-Fairview, var borgmesterkandidat for Vision Vancouver, den anden primære udfordrer. Gregor Robertson vandt over Ladner med et betragteligt margin, næsten 20.000 stemmer. Magtbalancen skiftede til Vision Vancouvers farvør, da partiet havde syv ud af ti pladser i byrådet.

### Regional regering
Vancouver er medlem af Metro Vancouver, den regionale regering. I alt består Metro Vancouver af 22 kommuner, det ikke-inkorporerede Electoral Area A, og Tsawwassen First Nation-området, som bedst kan sammenlignes med et indianerreservat. Den regionale regerings hovedkvarter ligger i Burnaby, sydøst for Vancouver. Metro Vancouver står for fælles service, såsom at sørge for rent drikkevand, kloaksystemer og affaldshåndtering, at vedligeholde regionale parker, at holde øje med luftkvaliteten og udledningen af drivhusgasser og at lave en strategi for økonomisk vækst i regionen.

### Provinsiel og føderal repræsentation
I Legislative Assembly of British Columbia er Vancouver repræsenteret med 11 medlemmer (MLA's). Pr. september 2015 er der syv MLA's fra New Democratic Party og fire fra Liberal Party of Canada.
I det føderale Underhus i Canadas parlament er Vancouver repræsenteret af fem Members of Parliament (Canada har på et føderalt niveau flertalsvalg i enkeltmandskredse). Ved det føderale valg i 2011 beholdt NDP to sæder (Vancouver East og Vancouver Kingsway), mens the Liberal Party beholdt to sæder (Vancouver Quadra og Vancouver Centre), de eneste sæder partiet har i BC. De Konservative vandt et sæde i Vancouver South, hvilket var første gang partiet har vundet et sæde i Vancouver siden 1988.

## Politi og kriminalitet
Vancouver opererer Vancouver Police Department, med 1174 medlemmer og et budget på 149 millioner canadiske dollars i 2005. Over 16 % af byens budget blev brugt på politi i 2005.
Vancouver Police Departments afdelinger inkluderer en afdeling på cykel, en marineafdeling, en afdeling med politihunde og det beredne politi. Politiet samarbejder med de civile og frivilligt opererede Community Police Centres. I 2006 etablerede politiet en afdeling for antiterror.
Selvom det er ulovligt arresterer Vancouvers politi generelt ikke folk for besiddelse af små mængder af cannabis. I år 2000 etablerede Vancouver Police Department en specialiseret narkotika-afdeling, døbt "Growbusters" af medierne, til at stå for en offensiv kampagne mod byens estimerede 4000 cannabis-dyrkere.
I 2014 havde Vancouver den 3. højeste rate af kriminalitet ud af Canadas 33 større byer. På trods af det er kriminaliteten, som i resten af Canada, blevet beskrevet som "drastisk faldende". Ejendomskriminaliteten er faldet voldsomt siden starten af 2000'erne, men er dog stadig høj. Der var optøjer i Vancouver i 1994, da byens ishockeyhold tabte en kamp i Stanley Cup. Optøjerne sårede i omegnen af 200 mennesker, og der var skader for 1,58 millioner dollars. I 2011 var der igen optøjer, også efter af Vancouver Canucks tabte en kamp i Stanley Cup, men denne gang voldsommere. 140 mennesker blev rapporteret sårede, og skaderne løb op i 5,13 millioner dollars.

## Uddannelse
Vancouvers skolekommission har mere end 110.000 studerende i grundskoler, gymnasier og videregående uddannelser, hvilket gør Vancouver til det næststørste skoledistrikt i British Columbia. I Vancouvers skoledistrikt inkluderer 92 grundskoler, 18 gymnasier og 7 voksenuddannelsescentre. Conseil scolaire francophone de la Colombie-Britannique opererer tre fransksprogede skoler i Vancouver, to grundskoler og et gymnasium. Desuden er der mere end 46 friskoler som er delvist provinsielt finansierede og uddanner omkring 10% af byens elever.
Der er fem offentlige universiteter i Greater Vancouver-området, med University of British Columbia (UBC) og Simon Fraser University (SFU) som de største med hhv. 60.000 og 30.000 studerende pr. 2015. UBC er blevet kåret som værende blandt verdens 40 bedste universiteter, og blandt de 20 bedste offentlige universiteter. UBC's primære campus ligger på et specielt ikke-inkorporeret område, University Endowment Lands, på Point Grey lige vest for Vancouver. SFU's primære campus ligger i Burnaby, øst for Vancouver. Begge har også campusser i Surrey og Downtown Vancouver. De andre offentlige universiteter i Greater Vancouver-området er Capilano University i North Vancouver, Emily Carr University of Art and Design på Granville Island og Kwantlen Polytechnic University, med fire campusser spredt på tværs af Greater Vancouver. Der er yderligere seks private universiteter, som ikke får provinsiel støtte: Trinity Western University i Langley, University Canada West, NYIT Canada, Fairleigh Dickinson University, Columbia College og Sprott Shaw College, alle i Vancouver.
Vancouver Community College og Langara College er offentligt finansierede colleges i Vancouver, og uden for byen ligger Douglas College med tre campusser. British Columbia Institute of Technology i Burnaby står for polytekniske uddannelser.
Internationale og English as a Second Language (ESL) studerende står for en betydelig del af Vancouvers studerende. I skoleåret 2014-15 talte 48% af de studerende i Vancouver et andet sprog end engelsk i hjemmet.

## Transport
Vancouvers system med sporvogne begyndte 28. juni 1890, og løb fra Granville Street Bridge til Westminster Avenue. Et år senere begyndte the Westminster and Vancouver Tramway Company at operere Canadas første sporvognslinje mellem de to byer. En anden linje, Vancouver and Lulu Island Railway (1902) løb fra Granville Street Bridge til Steveston via Kerrisdale, hvilket fik de første kvarterer uden for bymidten til at blive udviklede. Fra 1897 stod British Columbia Electric Railway (BCER) for driften af sporvogne og lokaltog. Det stoppede i 1958, hvor de sidste spor blev fjernet og byen gik over til trolleybusser. Vancouver har i nutiden den største vognpark af trolleybusser i Nordamerika efter San Francisco.
Adskillige på hinanden følgende byråd i 1970'erne og 1980'erne forbød motorveje i Vancouvers bymidte som en del af en langtidsplan. Resultatet er at den eneste større motorvej inden for Vancouvers bygrænse er Highway 1, som passerer det nordøstlige hjørne af Vancouver. Mens antallet af biler i Vancouver er steget sammen med befolkningstallet, er antallet af biler pr. indbygger og den gennemsnitlige distance kørt af pendlere faldet siden starten af 1990'erne. Vancouver er den eneste større canadiske by med denne tendens. Selvom køretiden pr. køretøj er steget med en tredjedel, er der 7 % færre biler i Downtown. I 2012 havde Vancouver den næstværste trafik i Nordamerika, efter Los Angeles. I 2013 havde Vancouver passeret Los Angeles på den lidet eftertragtede liste. Beboerne i Vancouver har en tendens til at bo tættere på deres arbejdsplads end andre byer end i Nordamerika, eller at bruge offentlig transport eller en cykel.
TransLink er ansvarlig for veje og offentlig transport inden for Metro Vancouver. TransLink står for busser, et metrosystem kaldet SkyTrain, og West Coast Express lokalbanen. Vancouvers SkyTrain system består i øjeblikket af tre linjer, Millenium Line, Expo Line og Canada Line, samt en fjerde under konstruktion, Evergreen Line.
Der er inter-city forbindelser med tog fra Pacific Central Station med Via Rail mod øst (bl.a. et direkte tog til Toronto), med Amtrak Cascades til Seattle og Portland, og med Rocky Mountaineer til Whistler, Jasper og Calgary. Små passagerfærger sejler på tværs af False Creek mellem Granville Island, Downtown og Kitsilano. Vancouver har et netværk af cykelstier på tværs af hele byen, som støtter en stadig større mængde af pendlere, der bruger cyklen dagligt. Cykling er blevet Vancouver's hurtigst-voksende transportform.
Vancouver bliver serviceret af Vancouver International Airport (YVR), der ligger på Sea Island i Richmond, syd for Vancouver. Lufthavnen er Canadas næststørste lufthavn, og den næststørste lufthavn langs den nordamerikanske vestkyst for internationale passagerer. Vandfly flyver regelmæssigt fra YVR's sydlige terminal og fra området omkring Canada Place i Downtown. Desuden er der to BC Ferry-færgeterminaler tæt på Vancouver, den ene i Horseshoe Bay (nordvest for Vancouver) og den anden mod syd, i Tsawwassen.

## Venskabsbyer
- Odessa, Ukraine (1944)
- Yokohama, Japan (1965)
- Edinburgh, Storbritannien (1978)
- Guangzhou, Kina (1985)
- Los Angeles, USA (1986)
- Seoul, Sydkorea (2007)

## Eksterne Links
- City of Vancouver Arkiveret 27. september 2006 hos  Wayback Machine
- Tourism Vancouver Arkiveret 23. august 2015 hos  Wayback Machine